# Burney Point
Der Burney Point (polnisch Przylądek Burney’a) ist eine felsige Landspitze an der Südostküste von Nelson Island im Archipel der Südlichen Shetlandinseln. Sie liegt westsüdwestlich des Duthoit Point, südlich des Burney Peak und bildet die nordöstliche Begrenzung der Einfahrt zur Vichina Cove.
Polnische Wissenschaftler benannten sie 1984 in Anlehnung an die Benennung des gleichnamigen benachbarten Bergs. Dessen Namensgeber ist David Burney, Kapitän des britischen Robbenfängers Nelson, der zwischen 1820 und 1823 in den Gewässern um die Südlichen Shetlandinseln operierte.